# Караль
Караль (також Караль-Супе) — руїни стародавнього великого поселення в долині річки Супе на території перуанської провінції Барранка. Знаходиться приблизно за 150 км на північний схід від Ліми. Відноситься до культури Норте-Чико і вважається найдавнішим відомим містом Америки і найкраще вивченим поселенням згаданої цивілізації. 28 червня 2009 року внесений ЮНЕСКО в список Всесвітньої спадщини як виключно добре збережений приклад архітектури та міського планування стародавньої перуанської цивілізації пізнього архаїчного періоду.
Караль був заселений в період приблизно з 2600 по 2000 рік до н. е. і займав площу понад 60 га. Вченими, які працювали на його розкопках, вважався найстарішим міським центром в Північній і Південній Америці, що згодом, у міру виявлення в даному регіоні інших стародавніх поселень, було поставлено під сумнів.

## Опис
Долина річки Супе тягнеться в східному напрямку від узбережжя Тихого океану до Андів. Протягом багатьох років найвідомішим археологічним місцем у регіоні було місто Асперо, розташоване біля узбережжя. Датування Асперо було проведено в 1970-х роках, його вік визначено третім тисячоліттям до н. е. З моменту відкриття археологами Караля в 1949 році до 2001 року його вік залишався загадкою. Караль є одним з 18 археологічних місць у цій долині (на площі 90 км²), де були знайдені залишки монументальної архітектури, тобто споруд більше осель; всі вони мають значну схожість з Каралем і містять невеликі платформи або кам'яні кола. Зазвичай подібні структури відносили до цивілізацій після 1500 року до н. е., проте в 2001 році методами радіовуглецевого аналізу очеретяних волокон з плетених сумок, знайдених при розкопках, було доведено, що місто існувало приблизно в період між 2600 і 2000 роками до н. е. Проте вік найстаріших археологічних знахідок ще з точністю не встановлено, тому на ділі місто може виявитися ще старше. Загальна кількість населення долини Супе за часів існування міста Караль могло досягати 20000 чоловік.

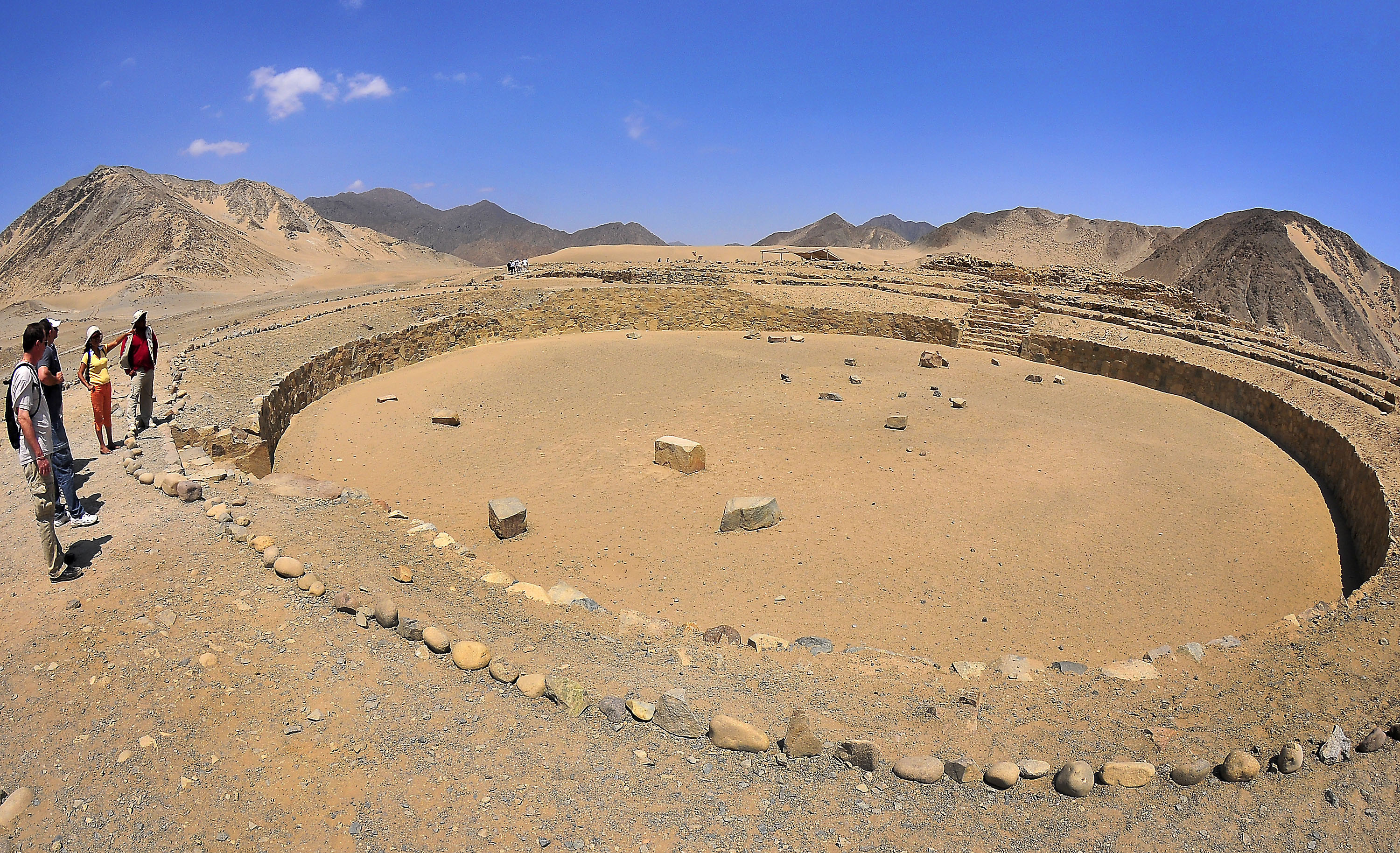
«Утоплена» площа

Караль розташований на пустинній терасі над зеленою долиною річки Супе за 23 км від узбережжя і займає площу понад 66 га. Мав населення, за оцінками, близько 3000 осіб. Дослідження і розкопки на території стародавнього міста ведуться з початку XX століття і тривають досі. Великий комплекс будівель має у своєму складі 6 пірамід, що стоять навколо площі, залишки амфітеатру і житлові райони еліти. Міський комплекс Караль має площу 607 000 м² і складається з площі та житлових будівель. У Каралі знаходяться найбільші будови серед міст долини, такі як Піраміде-Майор — будова на платформі площею майже чотири футбольні поля і висотою 18 м. Караль був великим мегаполісом приблизно в ту ж епоху, коли були зведені найбільші єгипетські піраміди; вважається, що Караль став свого роду «моделлю» міського дизайну для всіх наступних андських цивілізацій, а його вивчення може дати відповіді на безліч питань, пов'язаних із заснуванням та розвитком перших андських міст.
Каральські будівлі видаються ще величнішими, якщо згадати, що мешканці долини Супе не лише не знали металічних знарядь, а й не вміли робити глиняний посуд. Та й вироби місцевих ремісників не вирізнялися розмаїттям і вишуканістю. Проте вчені вважають, що це були найдавніші перуанські міста, життям яких керували жерці. Вклонялися давні перуанці сонцю та вогню — про це свідчать залишки священних багать.
Жителі Караля за допомогою іригації вирощували різні культури, серед яких, правда, не було злаків. Обсяг планування та робіт, необхідний для створення іригаційних систем і міста, показує, що Караль був державою з сильним урядом.
Навколо жодного з міст не було оборонних мурів. Не знайдено й залишків зброї та слідів воєнних сутичок — вочевидь, громади мирно співіснували між собою та з сусідами. Занепали та зникли перші міста Перу близько 1600 року до нашої ери — не внаслідок збройних нападів, а через виснаження земель та зміни природних умов.

## Розкопки

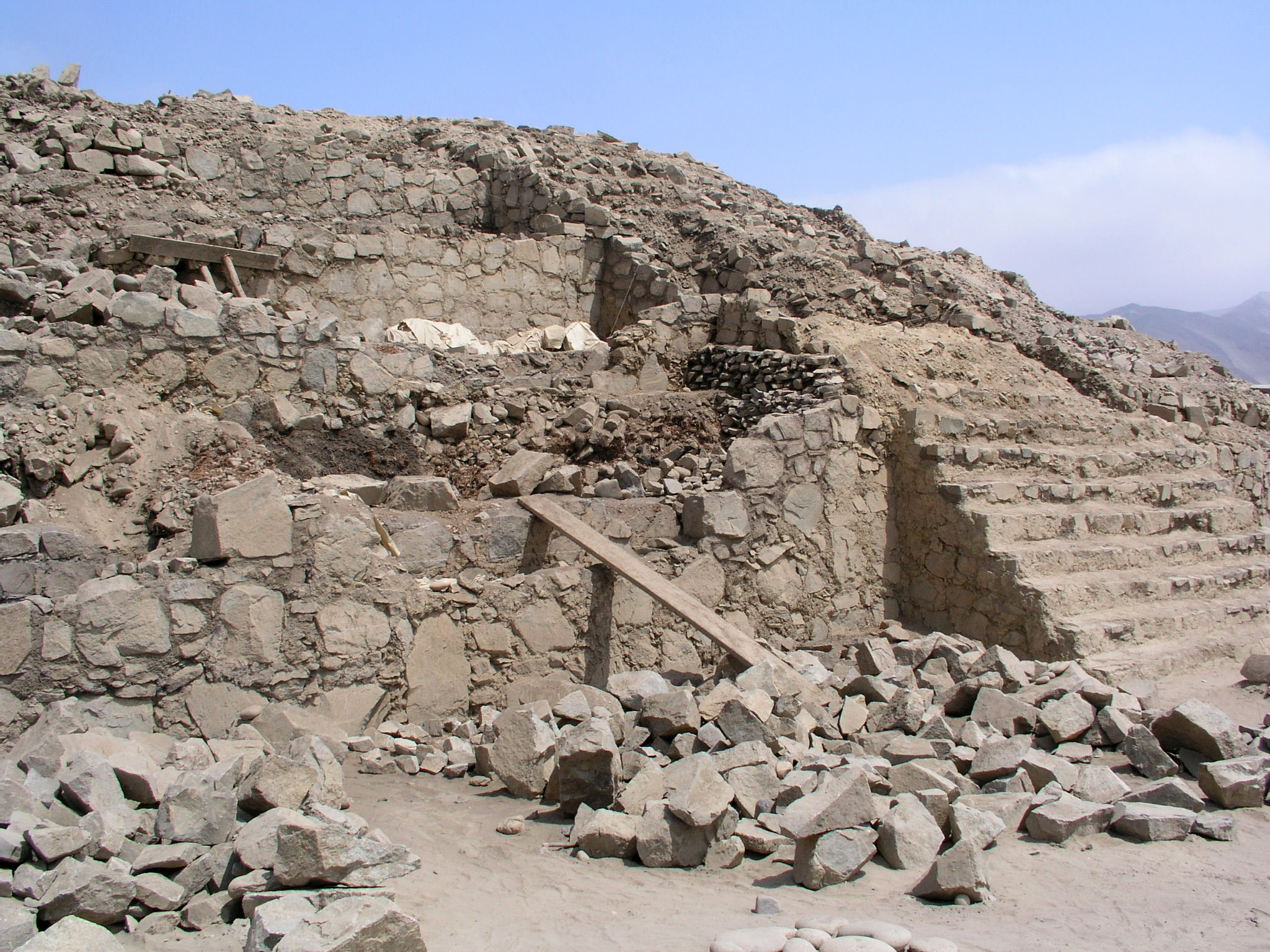
Сходинки піраміди

У 1905 році археолог Макс Уле досліджував стародавнє місто Асперо, розташоване ближче до узбережжя, приблизно за 23 км від Караля. Хуліо Тельо проводив розкопки там же в 1937 році, проте немає точних доказів того, що хто-небудь з них відвідував руїни Караля. У зв'язку з цим датою його відкриття вважається 1949 ріе, коли Караль був виявлений американським мандрівником Паулом Косок і археологом Річардом Шеделем. У 1975 році руїни відвідав перуанський архітектор Карлос Вільямс, який проводив там дослідження стародавньої архітектури і за підсумками своєї роботи опублікував книгу і кілька статей. У 1979 році в Каралі працював французький археолог Фредерік Ендель, який висловив припущення, що Караль був побудований до 1800 року до н. е. У 1994 і 1996 роках розкопки в Каралі проводила археолог Рут Шейді.
Серед археологічних знахідок на його території відсутні зразки зброї або елементи фортифікаційних споруд, зате виявлені кіпу і стародавні музичні інструменти: 32 флейти з кісток пеліканів і кондорів, а також 37 ріжків з кісток оленів і лам. На території Каралю також були знайдені великі плетені сумки, за допомогою яких, як передбачається, перетягували каміння для будівництва пірамід, і могила дитини з намистом з кам'яних намистин. Щодо кіпу в науковому середовищі досі ведуться суперечки, чи дійсно знайдені в Каралі артефакти є ними, але якщо це так, то буде доведено набагато більш раннє існування цього вузликового письма, ніж вважалося раніше.
Знайдені в Каралі артефакти дозволяють зробити висновки, що місцеві жителі вживали в їжу авокадо, зелені боби, гарбузи, солодку картоплю, червоний перець, кукурудзу, а також морську рибу, яку одержувану, ймовірно, в результаті торговельних відносин. Вони також, як передбачається, вирощували бавовник і, можливо, вживали коку.

## Панорами

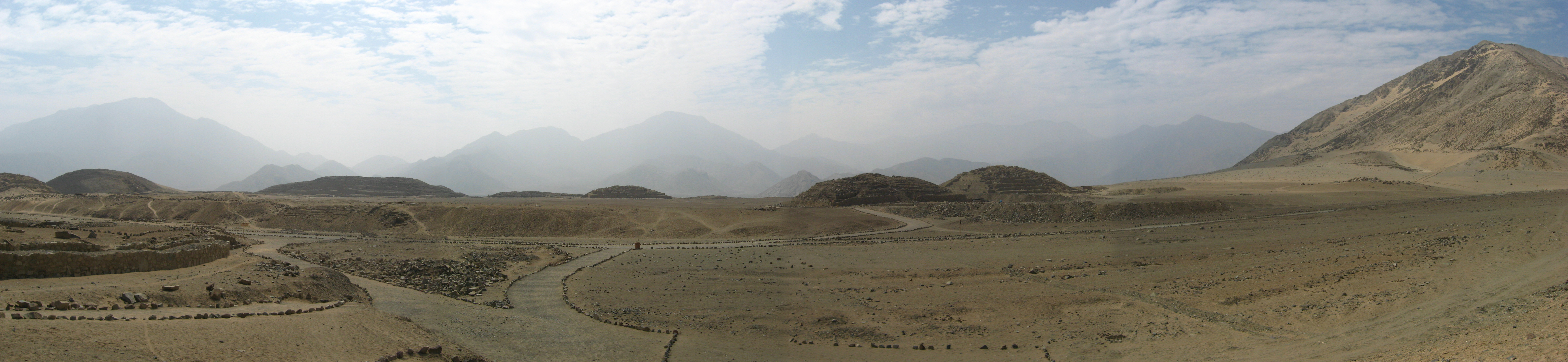
Панорамний вид Караля

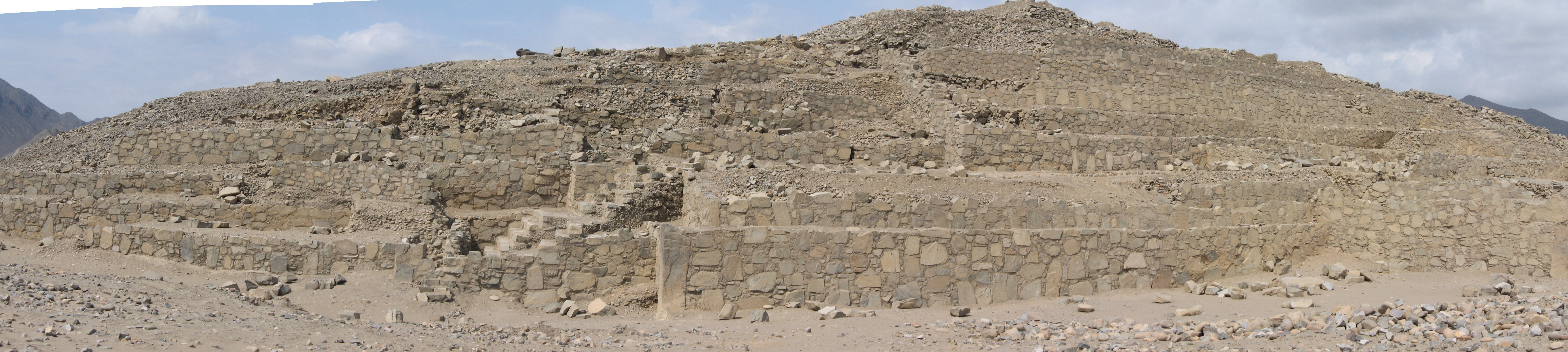
Одна з пірамід Караля

Кругова панорама